# Велики Сорочинци
Велики Сорочинци ( укр. Великі Сорочинці; рус. Вели́кие Соро́чинцы  или Больши́е Соро́чинцы, транслит. Велики Сороцхинтси; Раније једноставно називано Сорочинци ) је село у Миргородском округу Полтавске области ( провинција), централне Украјине, раније град. Село је познато као родно место писца Николаја Гогоља и локација Сорочинског сајма 1925–31. Град се звао Нероновичи по бољшевичком активисти Јевхену Нероновичу, којег су украјинске војне снаге погубиле у граду 1918.
Број становника 2013. је процењен на 3.809, што је мање у односу на 4.231 на попису из 2001. године . 
Име села је дошло или од словенске речи Сорока ( сврака ) или Сорочка (кошуља). Постоје многе легенде које објашњавају име села као локацију Сврачјег краљевства или неке магичне кошуље.

## Историја
Најранији забележени помен насеља ( слобода ) је 1620. године. Године 1646. слобода постаје властништво пољског кнеза из породице Вишњевецких. Крајем 17. и почетком 18. века, слобода је била место управе козачког округа (сотниа). Овде је рођен, будући хетман Запорошке војске Данило Апостол је 1670. године основао Сорочински Михајловски манастир. Подигао је украјинску барокну цркву Преображења Господњег ( укр. Преображенська церква  , транслит. Преображенска цекрва ) 1732. године, такође у Сорочинцима, где је и сахрањен две године касније. У овој истој цркви касније је крштен Николај Гогољ. 
Од средине 18. века велики сорочински вашар  укр. Національний Сорочинський ярмарок , транслит. Нациолнал'нии Сороцхинс'кии иармарок, рус. Сорочинcкaя яpмaркa  , транслит. Сороцхинскаиа иармарка ) одржаван је у Великом Сорочинцима. Сајам се одржава пет пута годишње у време Руске империје, а сада се одржава сваке године од свог оживљавања након 40-годишњег мораторијума током совјетске власти. Од указа председника од 18. августа 1999. године, сајам има статус Националног сајма.  Сајам је велика изложба традиционалних рукотворина које су израдили вешти мајстори, укључујући Решетиловски вез, ћилими, описинску керамику, као и позоришне извођаче који поново приказују сцене сеоског живота из познатих украјинских прича.
Од 1925. до 1931. град се звао Нероновичи по украјинском народном секретару за војна питања Евгенију Нероновичу.

## Популација
Према украјинском попису становништва из 2001. године у селу је живело 4050 људи. 
| Језик      | Не.  | Проценат |
| ---------- | ---- | -------- |
| украјински | 3968 | 97,98%   |
| Руски      | 79   | 1,95%    |
| мађарски   | 1    | 0,02%    |
| белоруски  | 1    | 0,02%    |
| Немачки    | 1    | 0,02%    |

## Познати људи
Дана 1. April 1 [по јулијанском March 20] 1809.    године у Великом Сорочинцима рођен је писац Николај Гогољ . Његова приповетка Сајам у Сорочинцима учинила је ово мало село, и његов вашар, светски познатим.
Дана 23. августа 1911. године у селу је постављен споменик Николају Гогољу (од вајара Иље Гинзбурга ). У селу се налази и Спомен музеј Гогоља. Совјетски Савез је 1983. године издао поштанску марку која приказује споменик и музеј.
Године 1845. украјински песник Тарас Шевченко посетио је село за археолошку комисију, састављајући историју и архитектуру Полтавшчине . Више од пола века у овом селу постоји улица која носи име у његову част.
Једном категорисано као град, село је такође родно место других значајних Украјинаца као што су хетман Данило Апостол, писац Володимир Самијенко и многи други.